# Birger Magnusson af Sverige
Birger Magnusson (født 1280, død 31. maj 1321) var hertug og konge af Sverige fra 1290 til 1318. Han var søn af Magnus 1. Ladelås og Helvig af Holsten. Han valgtes allerede i 1284 til konge i Skänninge, hvorved Magnus håbede at holde tronen i familien. Kroningen skete først den 2. december 1302 i Söderköping. Da Magnus Ladelås døde 1290, fungerede en formynderregering under Torgils Knutsson til 1298. Birger Magnusson blev gift i november 1298 i Stockholm med Margrete Eriksdatter (Märta Eriksdotter af Danmark), datter af kong Erik Klipping. Omkring 1318 rejste Birger til Danmark, hvor han døde i 1321. Margrete døde i 1341. De ligger begravet i Sankt Bendts Kirke i Ringsted.

## Børn
- Magnus Birgersson (sv) (henrettet år 1320)
- Erik Birgersson
- Agnes Birgersdotter
- Katarina Birgersdotter
- to sønner som døde før 1320